# Världsmästerskapen i bordtennis 1997
Världsmästerskapen i bordtennis 1997 spelades i Manchester under perioden 24 april-5 maj 1997. Turneringen var ursprungligen förlagd till Belgrad men flyttades senare.

## Resultat

### Lag
| Disciplin            | Guld                                                       | Silver                                                                                       | Brons                                                                      |
| Herrarnas lagtävling | Kina Ding Song Kong Linghui Liu Guoliang Ma Wenge Wang Tao | Frankrike Nicolas Chatelain Patrick Chila Damien Eloi Jean-Philippe Gatien Christophe Legout | Sydkorea Chu Kyo-Sung Kim Taek-Soo Lee Chul-Seung Oh Sang-Eun Yoo Nam-Kyu  |
| Damernas lagtävling  | Kina Deng Yaping Li Ju Wang Chen Wang Nan Yang Ying        | Nordkorea Kim Hyon-Hui Tu Jong-Sil Wi Bok-Sun                                                | Tyskland Christina Fischer Olga Nemes Elke Schall Jie Schopp Nicole Struse |

### Individuellt
| Disciplin   | Guld                      | Silver                         | Brons                             |
| Herrsingel  | Jan-Ove Waldner           | Vladimir Samsonov              | Yan Sen                           |
| Herrsingel  | Jan-Ove Waldner           | Vladimir Samsonov              | Kong Linghui                      |
| Damsingel   | Deng Yaping               | Wang Nan                       | Li Ju                             |
| Damsingel   | Deng Yaping               | Wang Nan                       | Wu Na                             |
| Herrdubbel  | Kong Linghui Liu Guoliang | Jörgen Persson Jan-Ove Waldner | Damien Eloi Jean-Philippe Gatien  |
| Herrdubbel  | Kong Linghui Liu Guoliang | Jörgen Persson Jan-Ove Waldner | Koji Matsushita Hiroshi Shibutani |
| Damdubbel   | Deng Yaping Yang Ying     | Li Ju Wang Nan                 | Chai Po Wa Qiao Yunping           |
| Damdubbel   | Deng Yaping Yang Ying     | Li Ju Wang Nan                 | Cheng Hongxia Wang Hui            |
| Mixeddubbel | Liu Guoliang Wu Na        | Kong Linghui Deng Yaping       | Wang Liqin Wang Nan               |
| Mixeddubbel | Liu Guoliang Wu Na        | Kong Linghui Deng Yaping       | Chiang Peng-lung Chen Jing        |

### Fotnoter
1. ↑  ”World Championships Results”. ITTF Museum. Arkiverad från originalet den 11 maj 2012. https://web.archive.org/web/20120511103023/http://www.ittf.com/museum/results/WorldChresults.html. Läst 7 april 2012.
2. ↑  ”ITTF Statistics”. ittf.com. Arkiverad från originalet den 18 maj 2014. https://web.archive.org/web/20140518181141/http://www.ittf.com/ittf_stats/All_events4.asp?Competition_ID=225. Läst 7 april 2012.
3. ↑  Peter Wikström (11 juni 1998). ”Jugoslaviens kris hotar pingis-VM. Bordtennis. 1999 års turnering i Belgrad i fara.”. Dagens nyheter. http://www.dn.se/arkiv/diverse/jugoslaviens-kris-hotar-pingisvm-bordtennis-1999-ars-turnering-i-belgrad. Läst 12 november 2015.
4. ↑  ”Wayback Machine”. 12 april 2012. Arkiverad från originalet den 12 april 2012. https://web.archive.org/web/20120412102459/http://www.ittf.com/museum/WorldChMSingles2.pdf. Läst 24 januari 2018.